# Mount Guyot (North Carolina)
Der Mount Guyot ist ein 2018 m hoher Berg in den Appalachen und Teil des Great-Smoky-Mountains-Nationalparks im US-Bundesstaat North Carolina an der Grenze zu Tennessee. Er befindet sich auf halbem Weg zwischen Asheville und Knoxville.
Der Berg wurde nach dem Geologen und Geographen Arnold Henri Guyot benannt, der im 19. Jahrhundert die erste exakte Karte dieses Teils der Appalachen verfertigte.